# NGC 7432
NGC 7432 ist eine elliptische Galaxie vom Hubble-Typ E3 im Sternbild Pegasus am Nordsternhimmel. Sie ist schätzungsweise 345 Millionen Lichtjahre von der Milchstraße entfernt und hat einen Durchmesser von etwa 160.000 Lj.
Im selben Himmelsareal befinden sich u. a. die Galaxien NGC 7413 und NGC 7414.
Das Objekt wurde am 23. November 1785 von Wilhelm Herschel entdeckt.